# زيتا قيفاوس
زيتا قيفاوس أو زيتا الملتهب (بالإنجليزية: Zeta Cephei أو ζ Cephei أو ζ Cep)‏ هو نجم أحمر فائق العملقة يقع في كوكبة قيفاوس أو الملتهب، وهو من النجوم الأساسية في التصنيف النجمي MK من النوع k1.5 lb، ومن المحتمل كونه نظام نجمي ثنائي، لونه أحمر مائل للبرتقالي وهو نجم شبه متغير لهذا يتغير حجمه بمرور الوقت بصورة تجعل هذا التغير قابل للرصد.

## الخصائص
مع نصف قطر 230 ضعف نصف قطر الشمس، فزيتا الملتهب عملاق تصل إضاءته إلى 5700 إضاءة شمسية، وكتلته 8 أضعاف كتلة الشمس ودرجة حرارة سطحه 3900 كلفن.

## الأرصاد
يمكن رصد زيتا الملتهب بالعين المجردة دون الحاجة لأي أداة، يتحرك النجم باتجاه الشمال بسرعة 0.08 ± 5.24 ميلي ثانية قوسية/سنة، وبسرعة 0.10 ± 13.52 مللي ثانية قوسية/سنة شرقًا.
يتحرك النجم بسرعة شعاعية 0.12 ± 17.83- كلم/ث بمعنى أن الشمس وزيتا الملتهب يقتربان.